# Vương Anh (Thủy hử)
Vương Anh (chữ Hán: 王英, bính âm: Wáng Yīng) là một nhân vật hư cấu trong tiểu thuyết Thủy hử. Ông nguyên là thủ lĩnh của băng cướp trên núi Thanh Phong và sau này là đầu lĩnh Lương Sơn. Ở Lương Sơn, Vương Anh là đầu lĩnh thứ 58, được sao Địa Vi Tinh (chữ Hán: 地微星, tiếng Anh: Minute Star) chiếu mệnh.

## Ngoại hình, tính cách, tài năng
Vương Anh vóc người lùn, thô nhưng lại cực kỳ nhanh nhẹn và rất giỏi võ nghệ nên ông có biệt hiệu là Nuỵ Cước Hổ hay Oải Cước Hổ (矮腳虎, Hổ chân ngắn). Ông là tay kiếm thuật thượng hạng của Lương Sơn Bạc. Dù võ nghệ cao cường, bản lĩnh hơn người, Vương Anh lại có một tật khó sửa là háo sắc - điều mà Yến Thuận và Trịnh Thiên Thọ thất vọng thừa nhận về ông. Vì tính háo sắc mà Vương Anh thường quỵ luỵ trước các nữ tướng, ông hai lần đánh thua hai nữ tướng là Hổ Tam Nương và Cừu Quỳnh Anh.

## Thân thế
Vương Anh nguyên làm nghề phu xe, nhưng bị lưu manh bức hại, ông đánh nhau và vô tình giết người. Ông bị phát hiện và bị giải lên quan phủ, quan xét ông chỉ là ngộ sát nên không bị tử hình mà chỉ bị giam tù. Hết hạn tù, Vương Anh bỏ nghề và lên núi Thanh Phong làm cướp. Bị một thợ bạc là Trịnh Thiên Thọ tranh giành lãnh thổ, Vương Anh đánh nhau với Trịnh Thiên Thọ bất phân thắng bại. Thủ lĩnh núi Thanh Phong là Yến Thuận thấy Vương Anh và Trịnh Thiên Thọ võ nghệ cao cường, bèn mời nhập đảng cướp. Vương Anh làm thủ lĩnh thứ hai sau Yến Thuận, còn Trịnh Thiên Thọ làm thủ lĩnh thứ ba.

## GặpTống Giang
Trong lần đi rừng, Vương Anh sai lâu la đi phía trước dò đường, kết quả là bắt được Tống Giang đang trên đường đến trại Thanh Phong để thăm Hoa Vinh. Vương Anh hù doạ sẽ kêu lâu la róc thịt Tống Giang làm canh giải rượu. Tống Giang than thở "Tiếc cho Tống Giang phải chết ở đất này !". Vương Anh, Yến Thuận và Trịnh Thiên Thọ nghe thấy đều giật mình, nhận ra đây chính là Công Minh ca ca mà họ vẫn ngưỡng mộ đã lâu bèn lập tức cởi trói cho Tống Giang và xin ông tha lỗi.

## Bắt vợLưu Cao
Phu nhân của Lưu Cao - quan văn tri trại đồng liêu của Hoa Vinh trong một chuyến đi lên núi viếng mộ mẹ đã bị quân Thanh Phong bắt gặp. Thấy Lưu phu nhân xinh đẹp, Vương Anh bắt bà về trại Thanh Phong định cưới làm áp trại phu nhân. Tống Giang biết chuyện bèn khuyên nhủ Vương Anh thả bà.
Vào ngày Tết nguyên tiêu, khi đi xem hội hoa đăng, Tống Giang bị vợ Lưu Cao bắt gặp, sai người bắt về phủ xét xử. Bà liên tục vu cho Tống Giang là tướng cướp núi Thanh Phong và ép chồng đánh đập bắt giam ông. Được tin Tống Giang bị oan, Hoa Vinh vì tình nghĩa đồng liêu, đã viết thư cho Lưu Cao thả người, nhưng Lưu Cao đã khước từ và đuổi người đưa thư của Hoa Vinh. Thấy kế hoạch thất bại, Hoa Vinh tức giận dẫn quân đến phủ của Lưu Cao, phá ngục cứu Tống Giang ra. Nhưng sau đó Hoa Vinh cũng bị trúng kế của Hoàng Tín, bị bắt làm tù nhân cùng với Tống Giang. Lâu la của Vương Anh đã báo lên ông chuyện này. Biết xe tù của Tống Giang và Hoa Vinh sẽ đi qua chân núi Thanh Phong, Vương Anh theo kế của Yến Thuận, cùng Trịnh Thiên Thọ mai phục hai bên đường núi, đánh bại Hoàng Tín và cứu được Tống Giang và Hoa Vinh. Tống Giang đồng ý trở lại núi Thanh Phong, còn Hoa Vinh đi giết Lưu Cao.

## Dụ hàngTần Minh
Mộ Dung Ngạn Đạt - tri phủ thành Thanh Châu nhận được thư cầu cứu của Lưu Cao đã phái Tần Minh đi đánh dẹp thảo khấu Thanh Phong. Cùng lúc đó Lưu Đường đến núi Thanh Phong tái ngộ ba thủ lĩnh. Tần Minh trúng kế của Hoa Vinh, bị Vương Anh bắt sống đem về. Tống Giang đối đãi tử tế với Tần Minh và thuyết phục ông ở lại Thanh Phong. Nhưng trong lúc Tần Minh ở lại, Lưu Đường và Vương Anh đã dùng mũ sắt, áo giáp, vũ khí và ngựa của Tần Minh, dẫn quân đến thành Thanh Châu tàn sát dân chúng, cắt đường trở về của Tần Minh, kết quả là gia đình Tần Minh bị Mộ Dung Ngạn Đạt giết hết, ông đành phải quay lại trại Thanh Phong. Vương Anh chịu tội với Tần Minh nhưng Yến Thuận cố gắng thuyết phục Tần Minh tha thứ cho Vương Anh, và hứa sẽ giúp ông giết Mộ Dung Ngạn Đạt.
Sau trận phản công ở Thanh Châu, Vương Anh lại bắt sống được vợ Lưu Cao, đưa bà về trại. Tống Giang lệnh cho bà ra, bắt bà nhận tội. Bà xin tha tội nhưng không được chấp nhận, bị Yến Thuận giết chết. Vương Anh nổi giận định đánh nhau với Yến Thuận nhưng Trịnh Thiên Thọ ra sức ngăn lại. Bị Tống Giang chỉ trích, Vương Anh mới thôi.

## Gia nhập Lương Sơn Bạc
Sau khi thu phục được Tần Minh và Hoàng Tín, Lưu Đường cho biết Tiều Cái là người trọng nghĩa khinh tài, rất muốn các hảo hán Thanh Phong lên Lương Sơn tụ nghĩa. Được sự đồng ý của Yến Thuận, Vương Anh đã cùng các hảo hán lên Lương Sơn.

## Kết hôn với Hổ Tam Nương
Khi còn ở núi Thanh Phong, Tống Giang đã hứa với Vương Anh sẽ tìm một phu nhân cho ông, nên sau khi thắng trận với Chúc gia trang, Tống Giang đã thuận duyên cho Hổ Tam Nương và Vương Anh.

## CứuSử Tiếnở phủĐông Bình
Khi tiếp cận phủ Đông Bình, do Sử Tiến ở trọ nhà kĩ nữ Lý Thuỵ Lan nên bị ả tố cáo tội câu kết với giặc Lương Sơn và bị bắt lên quan phủ. Đến đêm, Sử Tiến đánh chết cai ngục và lính gác, thoát ra ngoài, Vương Anh lúc đó đã theo lệnh của Tống Giang đem quân đến đánh Đông Bình nên cứu luôn Sử Tiến về.

## Tử trận
Trong trận đánh Phương Lạp, Vương Anh và Hổ Tam Nương giao chiến với Phương Mạo. Cả hai bị tướng của Phương Mạo là Trịnh Bưu giết chết.

## Trong Đãng Khấu Chí
Tại hồi 60, Trần Hy Chân thống lĩnh đại binh đánh Bộc Châu. Lâm Xung bèn cất 3 vạn quân hạ trại cách thành 20 dặm, Hỗ Tam Nương xin xuất chiến, đánh 30 hiệp đã bắt sống Lâu Hùng. Trần Hy Chân cử Lệ Khanh xuất chiến, cốt bắt tướng để đem trao đổi. Vương Anh háo sắc khó bỏ, thấy Lệ Khanh bèn hớn hởn ra đánh, nào ngờ ba hiệp đã bị bắt sống. Vương Anh háo sắc bị bắt rồi còn đưa tay rờ cằm Lệ Khanh, Nữ phi vệ nổi giận tóm tay Vương Nụy Hổ vặn gãy, dùng lực kẹp chặt vào bụng. Về đến trại thì Vương Anh đã bị kẹp chết, thất khiếu chảy máu đỏ lòm.

## Trong điện ảnh
Trong phim Thủy hử năm 1998, nhân vật Vương Anh do diễn viên Hứa Kính Nghĩa (许敬义, Xu Jingyi) thủ vai.
Trong phim Thủy hử năm 2011, nhân vật Vương Anh do diễn viên Vương Xuân Nguyên (王春元, Wang Chunyuan) thủ vai.